# Neohoratia
Neohoratia là một chi ốc nước ngọt rất nhỏ có nắp, là động vật thân mềm chân bụng có vảy sống dưới nước thuộc họ Hydrobiidae.

## Các loài
Các loài thuộc chi Neohoratia bao gồm:
- Neohoratia minuta